# Elezioni presidenziali negli Stati Uniti d'America del 2024

Voti nel Collegio Elettorale: Donald Trump/J. D. Vance (312); Kamala Harris/Tim Walz (226).

Le elezioni presidenziali negli Stati Uniti d'America del 2024 si sono tenute il 5 novembre e sono state le LX elezioni presidenziali della storia degli Stati Uniti d'America. Il vincitore delle elezioni è stato Donald Trump, il quale ha prestato giuramento insediandosi come 47º presidente degli Stati Uniti d'America al Campidoglio di Washington il 20 gennaio 2025.
La sua vittoria elettorale, dopo la prima nelle elezioni del 2016, rende Trump il secondo presidente nella storia degli Stati Uniti d'America a essere rieletto per un secondo mandato non consecutivo dopo Grover Cleveland (eletto nel 1884 e nel 1892); è inoltre il presidente più anziano e il primo eletto dopo una condanna.
Le elezioni presidenziali si sono tenute congiuntamente ad altre consultazioni; tra queste vi sono state le elezioni per la Camera dei rappresentanti ed il Senato e quelle governatoriali, oltre a molte elezioni per il rinnovo delle legislature statali.
La vicepresidente uscente, la democratica Kamala Harris, ha ufficializzato la sua candidatura il 21 luglio 2024 e ha vinto la candidatura democratica il 2 agosto 2024. Harris ha scelto come candidato alla vicepresidenza il governatore del Minnesota Tim Walz. Kamala Harris è la seconda donna ad essere nominata da uno dei due partiti principali, dopo Hillary Clinton nel 2016. È inoltre la prima donna ad essere di origine afroamericana (la seconda persona in assoluto dopo Barack Obama nel 2008 e 2012) e la prima indo-americana.
Il repubblicano Donald Trump, predecessore del presidente uscente, il democratico Joe Biden, ha ufficializzato la sua ricandidatura per un secondo mandato non consecutivo il 15 novembre 2022, dopo aver perso contro Biden nel 2020. Trump è stato nominato durante la Convention Nazionale Repubblicana del 2024 insieme al suo candidato alla vicepresidenza, il senatore dell'Ohio J. D. Vance. 
Il presidente uscente Joe Biden aveva inizialmente annunciato la sua ricandidatura il 25 aprile 2023; dopo una performance molto debole nel primo dibattito televisivo con Trump, tuttavia, il 21 luglio 2024 si è ritirato dalla corsa per la Casa Bianca, affermando di voler lasciare spazio a generazioni più giovani, annunciando l'appoggio alla sua vice Kamala Harris.
Le principali questioni di campagna elettorale sono il diritto all'aborto, il cambiamento climatico, la democrazia, l'economia, l'istruzione, la politica estera, l'assistenza sanitaria, i diritti LGBT, la sicurezza delle frontiere e l'immigrazione.
Durante la campagna elettorale ha fatto molto discutere il Project 2025 della Heritage Foundation, un programma politico di stampo conservatore e autoritario, associato all'Agenda 47 di Donald Trump. Nonostante molti dei suoi estensori siano stati in passato suoi collaboratori, l’ex presidente ne ha sempre preso le distanze.

## Contesto

### Procedura
L'articolo 2 della Costituzione degli Stati Uniti d'America prevede che una persona che si voglia candidare alla presidenza debba sottostare a tre criteri: essere cittadino statunitense dalla nascita, avere almeno 35 anni di età e risiedere sul suolo statunitense da almeno 14 anni. Solitamente il candidato cerca di ottenere la nomina da uno dei principali partiti politici attraverso il procedimento delle elezioni primarie in cui gli iscritti ai singoli partiti giungono alla nomina del proprio candidato.
Nella maggior parte dei casi, le elezioni primarie sono delle elezioni indirette: gli iscritti di ogni partito eleggono una serie di "delegati" che si recheranno successivamente alla convention del proprio partito dove eleggeranno ufficialmente il proprio candidato alla presidenza e alla vice presidenza (il ticket), anche se quest'ultimo è spesso scelto direttamente dal candidato alla presidenza. Anche le elezioni presidenziali di novembre sono delle elezioni indirette: i cittadini con diritto di voto nominano dei delegati (i grandi elettori), che successivamente si riuniranno nel Collegio elettorale ed eleggeranno direttamente il presidente e il vice presidente. Il cosiddetto "voto popolare" ricevuto da un candidato è in realtà la somma di tutti i voti ricevuti dai grandi elettori che avevano promesso di sostenere quel candidato al Collegio elettorale. 
Trump è stato il primo presidente nella storia degli Stati Uniti ad essere stato sottoposto a impeachment due volte e il primo a candidarsi nuovamente dopo un impeachment. Trump è stato sottoposto a impeachment dalla Camera dei Rappresentanti la prima volta nel dicembre 2019 per abuso di potere e ostruzione al Congresso, a causa dei suoi tentativi di costringere il governo ucraino a fornire informazioni compromettenti sull'allora avversario politico Joe Biden e di diffondere disinformazione riguardo l'interferenza russa nelle elezioni statunitensi del 2016. Il secondo impeachment di Trump da parte della Camera è avvenuto il 13 gennaio 2021 per incitamento all'insurrezione, in relazione al suo ruolo nell'assalto al Campidoglio degli Stati Uniti del 6 gennaio. Poiché Trump non è stato sottoposto a impeachment dal Senato in entrambi i casi, ha potuto ricandidarsi alla presidenza nel 2024.
La Corte Suprema del Colorado, una Corte di Stato in Illinois e il Segretario di Stato del Maine hanno dichiarato Trump ineleggibile a ricoprire cariche pubbliche ai sensi della Sezione 3 del 14° Emendamento della Costituzione degli Stati Uniti, in virtù del suo ruolo nell'assalto al Campidoglio, e hanno tentato di rimuoverlo dalle schede elettorali. Tuttavia, questi tentativi sono stati vani, poiché il 4 marzo 2024, la Corte suprema degli Stati Uniti d'America ha stabilito all'unanimità che gli stati federali non hanno l'autorità di determinare l'eligibilità per un'elezione nazionale ai sensi della Sezione 3.

### Redistribuzione dei grandi elettori

Redistribuzione dei seggi alla Camera dei Rappresentanti

Rispetto alle precedenti tre elezioni, la ripartizione del numero dei grandi elettori all’interno dei vari Stati è cambiata per effetto del censimento del 2020. In particolare:
- Il Texas ha guadagnato due grandi elettori
- Carolina del Nord, Colorado, Oregon, Florida e Montana hanno guadagnato un grande elettore.
- California, Illinois, Michigan, New York, Ohio, Pennsylvania e Virginia Occidentale hanno perso un grande elettore.

Questa nuova ripartizione rimarrà in vigore fino alle elezioni del 2028 comprese; nel 2032 gli elettori saranno nuovamente redistribuiti dopo il censimento del 2030.

### Interferenza elettorale

#### Falsi avvisi avanzati da Donald Trump
Trump ha affermato falsamente episodi di frode elettorale nelle elezioni presidenziali del 2020 e, all'agosto 2024, continua a negarne i risultati. Gli esperti di sicurezza elettorale ritengono che i funzionari che ancora negano la legittimità delle elezioni del 2020 potrebbero tentare di ostacolare il processo di voto o rifiutarsi di certificare i risultati del 2024. Il New York Times ha riportato che "il Partito Repubblicano e i suoi alleati sono impegnati in una campagna legale senza precedenti, tentando di limitare il voto prima delle elezioni e preparando dispute legali nel caso in cui Trump perdesse. In vista delle elezioni, il Partito Repubblicano ha avanzato false accuse di massicce votazioni da parte di immigrati senza cittadinanza statunitense, nel tentativo di delegittimare le elezioni in caso di sconfitta di Trump.
Queste affermazioni sono state fatte nell'ambito di sforzi più ampi del Partito Repubblicano di influenzare le elezioni presidenziali del 2024 e il movimento di negazione dei risultati elettorali. Trump ha continuato a diffondere la cosiddetta "grande menzogna" considerando le elezioni del 2020 "truccate" e ha previsto, senza fornire prove, che le elezioni del 2024 saranno anch'esse truccate contro di lui. Trump e diversi esponenti repubblicani hanno dichiarato che non accetteranno i risultati delle elezioni del 2024 se li riterranno ingiusti.
Durante la campagna elettorale, Trump ha suggerito di "terminare" la Costituzione per invertire la sua sconfitta elettorale del 2020, ha affermato che sarebbe stato un dittatore solo al "primo giorno" della sua presidenza e non dopo, e ha promesso di utilizzare il Dipartimento della giustizia per perseguire i suoi nemici politici. Inoltre, ha dichiarato di voler impiegare l'Insurrection Act del 1807 per schierare l'esercito nelle città e negli stati governati dai Democratici.
Queste affermazioni, congiuntamente ai suoi tentativi di rovesciare i risultati delle elezioni presidenziali del 2020, insieme ai continui sforzi repubblicani per limitare il voto e le previsioni infondate di frode elettorale nelle elezioni del 2024, hanno sollevato preoccupazioni significative sullo stato della democrazia negli Stati Uniti.
In generale, Trump ha fatto un gran numero di affermazioni false e fuorvianti, ha promosso teorie del complotto, e ha continuato a ripetere le sue false affermazioni secondo cui le elezioni del 2020 sarebbero state truccate e gli sarebbero state sottratte, evento che ha portato all'assalto al Campidoglio del 6 gennaio 2021. Il Partito Repubblicano ha compiuto sforzi per ostacolare le elezioni presidenziali del 2024 come parte di un più ampio movimento di negazione dei risultati elettorali.

#### Interferenza da parte di stati esteri
Il 1º aprile 2024, il New York Times ha riportato che il governo cinese aveva creato falsi profili a sostegno di Trump sui social network, promuovendo teorie del complotto, alimentando divisioni interne e attaccando Joe Biden in vista delle elezioni. Secondo esperti di disinformazione e agenzie di intelligence, la Russia ha diffuso disinformazione prima delle elezioni del 2024 per danneggiare i Democratici, sostenere candidati favorevoli all'isolazionismo e ridurre il supporto alla NATO e agli aiuti militari all'Ucraina.
L'8 agosto 2024, Microsoft ha riferito che l'Iran stesse tentando di influenzare le elezioni presidenziali e che un gruppo affiliato ai Pasdaran iraniani aveva violato l'email di un ex consigliere di una campagna presidenziale, senza specificare quale tra le due. Il 10 agosto 2024, la campagna di Trump ha dichiarato di essere stata hackerata dall'Iran come parte di un'interferenza iraniana, e il 12 agosto anche la campagna di Harris ha denunciato di essere stata vittima di un attacco di spear phishing non riuscito da parte dell'Iran. Il 14 agosto 2024, il Google Threat Analysis Group ha riferito che l'Iran aveva tentato di hackerare le campagne di Trump e Biden-Harris a maggio e giugno.
L'8 novembre 2024 il dipartimento di Giustizia ha desecretato e reso pubbliche accuse penali riguardanti tre persone tra cui una reclutata il 7 ottobre dall'Iran che avrebbe dovuto assassinare Donald Trump prima delle elezioni fornendo un piano ai Pasdaran per ucciderlo.

### Violenza politica
La campagna elettorale di Trump è stata contrassegnata per l'uso di un linguaggio disumanizzante e violento nei confronti dei suoi avversari politici.
In un intervento pubblico a settembre 2023, Trump ha utilizzato un linguaggio violento, sostenendo che fosse legittimo sparare ai ladri e che Mark Milley, il generale da lui stesso nominato, fosse giustiziato per tradimento; ha anche deriso l'aggressione che ferì gravemente Paul Pelosi, marito dell'ex Speaker della Camera Nancy Pelosi. Trump ha dichiarato che i suoi avversari politici rappresentano una minaccia maggiore per gli Stati Uniti rispetto a paesi come Russia, Cina e Corea del Nord.
Durante il comizio politico del 16 marzo 2024, mentre discuteva sull'industria automobilistica statunitense, ha dichiarato: "Ora, se non vengo eletto, sarà un bagno di sangue per tutto il paese — e questo sarà il minore dei problemi. Sarà un bagno di sangue per il paese." Molti giornalisti hanno visto l'uso del termine "bagno di sangue" come un invito alla violenza politica e congruente con il linguaggio violento che Trump ha utilizzato durante la sua campagna del 2024, o come un appello a un assalto simile a quello del 6 gennaio 2021.
Il 30 marzo 2024, Trump ha postato un video sui suoi social network che mostrava un’immagine alterata di Joe Biden legato come un maiale.
Durante la campagna elettorale, Trump ha attaccato testimoni, giudici, giurie e famiglie delle persone coinvolte nei suoi processi penali. Ha ripetutamente criticato le forze dell'ordine in relazione alle loro indagini sui suoi tentativi di rovesciare le elezioni del 2020 e sulla gestione dei documenti classificati, definendoli "mostri politici", invitando le persone a scontrarsi con la procuratrice generale di New York, Letitia James, e avvertendo che un'accusa contro di lui da parte del Procuratore distrettuale di Manhattan, Alvin Bragg, avrebbe portato a "potenziali morti e distruzioni," commenti che hanno sollevato preoccupazioni per la sicurezza degli ufficiali.
Durante e dopo la sua condanna per 34 crimini nel caso portato avanti dallo stato di New York, Trump e i suoi alleati repubblicani hanno fatto numerose dichiarazioni false e fuorvianti e hanno attaccato il giudice e la giuria coinvolti nel processo. Trump ha definito il giudice Juan Merchan un diavolo, ha affermato che il processo era truccato e ha accusato falsamente Joe Biden e il Partito Democratico di orchestrare i suoi processi penali per impedirgli di tornare alla Casa Bianca, senza prova a sostegno di tali affermazioni. Queste dichiarazioni false sono state accompagnate da richieste di vendetta violenta, pena di morte del giudice, guerra civile e insurrezione armata da parte dei sostenitori di Trump.
Durante la sua campagna del 2024, Trump ha continuato a ritrarsi come vittima di un deep state di élite che tentava di minarlo e di danneggiare l'America. Trump ha dichiarato che i suoi processi penali lo rendono un "prigioniero politico" e si è paragonato al dissidente russo Aleksej Naval'nyj. Il 21 maggio 2024, Trump ha falsamente sostenuto che Joe Biden fosse pronto a ucciderlo durante la perquisizione dell'8 agosto 2022 nella sua residenza a Palm Beach. Questa accusa è stata notata come senza precedenti nella storia moderna degli Stati Uniti.

### Estremismo
Diversi commenti e azioni di Trump sono stati accusati di riflettere la retorica nazista, l'ideologia di estrema destra, l'antisemitismo e il suprematismo bianco.
Dal'autunno 2023, Trump ha ripetutamente affermato che gli immigrati senza documenti stessero "avvelenando il sangue del paese", un linguaggio paragonato a quello dei suprematisti bianchi e di Adolf Hitler. Ha paragonato i migranti al fittizio serial killer Hannibal Lecter. Trump ha ripetutamente affermato che gli immigrati senza documenti sono subumani, dichiarandoli "non persone", "non umani" e "animali". Durante i suoi comizi, Trump ha descritto gli immigrati come serpenti mortali. Trump ha affermato, senza fornire prove, che gli immigrati senza documenti provenienti dall'Africa, Medio Oriente e altri luoghi stessero istituendo un esercito per attaccare gli statunitensi dall'interno.
Ha più volte parlato di temi legati alla pratica dell'eugenetica, sostenendo l'esistenza di geni "buoni" e della cosiddetta "teoria dei cavalli da corsa", storicamente usata per giustificare la selezione genetica di esseri umani. Essa si basa sulla convinzione che alcuni esseri umani abbiano un quadro genetico superiore a quello di altri, criticata per i suoi legami con il nazismo e la teoria della superiorità della razza ariana. Nel maggio 2024, Trump ha additato la presidenza di Biden come una "presidenza Gestapo", paragone criticato per il suo riferimento alla polizia segreta della Germania nazista. Il 1º agosto 2023, la campagna di Trump ha paragonato i suoi processi penali alle persecuzioni politiche della Germania nazista degli anni '30, dell'ex Unione Sovietica e ad altri regimi autoritari e dittatoriali.
Nel novembre 2022, Trump è stato ampiamente criticato per aver cenato con Nick Fuentes, un nazionalista bianco e negazionista dell'Olocausto, nella sua residenza a Palm Beach, in Florida.
In un discorso e un post sui social network il giorno dei veterani, l'11 novembre 2023, Trump ha definito alcuni dei suoi avversari politici "vermi", promettendo di "estirpare i comunisti, marxisti, fascisti e i teppisti di sinistra radicale che vivono come vermi all'interno dei confini del nostro paese e che mentono, rubano e truffano nelle elezioni." L'uso del termine "vermi" è stato criticato per il suo richiamo alla retorica fascista di Benito Mussolini e Adolf Hitler.
Il 18 marzo 2024, Trump è stato criticato per aver affermato che qualsiasi ebreo che votasse per i Democratici odiava la propria religione. I commenti di Trump sono stati accusati di evocare il mito antisemita secondo cui gli ebrei hanno una "doppia lealtà" e sono più fedeli a Israele che ai propri paesi d'origine.
Il 20 maggio 2024, Trump ha pubblicato un video sul proprio account di Truth Social che mostrava titoli di giornale ipotetici in caso di sua vittoria. Sotto un articolo intitolato "Cosa c'è in serbo per l'America?" vi era il sottotitolo: "La forza industriale tedesca è significativamente aumentata dopo il 1871, grazie alla creazione di un Reich unificato". La campagna di Trump ha eliminato il video il giorno successivo dopo che aveva suscitato critiche anche dal Partito Repubblicano, con particolare attenzione rivolta alla frase "la creazione di un Reich unificato".

## Candidati

### Partito Repubblicano
| Partito Repubblicano (Stati Uniti d'America)           |                                               |
| Donald Trump                                           | J. D. Vance                                   |
| Candidato Presidente                                   | Candidato Vicepresidente                      |
|                                                        |                                               |
| 45º Presidente degli Stati Uniti d'America (2017-2021) | Senatore degli Stati Uniti per l'Ohio (2023-) |
|                                                        |                                               |

Il candidato del Partito Repubblicano è Donald Trump, già presidente degli Stati Uniti (2017-2021).
I maggiori temi in cui Trump ha incentrato la sua campagna sono l'economia e l'immigrazione, nel lato economico Trump sostiene una maggiore autonomia del paese imponendo la sua forza economica in accordi commerciali individuali, ciò verrebbe realizzato attraverso una tariffa base universale su tutte le importazioni dal 10% al 20% con azioni più severe in caso di pratiche commerciali sleali. Ha promesso tariffe minime al 60% su tutti i prodotti cinesi e una tariffa del 100% sulle auto della Cina e del Messico. Propone di abbassare l'imposta sulle società dal 21% al 15% ma solo per le aziende che producono made in USA. Le politiche di Trump sono state descritte come protezionistiche, neomercantiliste o autarchiche. Sostiene inoltre di eliminare l'imposta sul reddito, le tasse sulle mance, le tasse sul lavoro straordinario, la doppia tassazione degli americani all'estero e l'imposta sul reddito sulla previdenza sociale per gli anziani; si dichiara favorevole a un'eventuale eliminazione delle tasse sul reddito.
Il 15 aprile 2024, Politico ha pubblicato un articolo in cui descriveva che i consulenti economici di Trump avrebbero elaborato dei piani per svalutare il dollaro USA. Il piano avrebbe lo scopo di ridurre il deficit commerciale e rendere le esportazioni statunitensi più economiche, ma aumenterebbe anche l'inflazione, inviterebbe ritorsioni da parte di altri paesi e minaccerebbe il ruolo del dollaro come valuta di riserva dominante al mondo.
A riguardo dell'immigrazione Trump ha affermato che il suo piano sarebbe simile al "modello Eisenhower", proposto nella campagna elettorale del 1953 del suddetto presidente come Operazione Wetback; per evitare via legali e processi per deportare grandi numeri di immigrati illegali ha invocato l'Alien Enemies Act e l'Insurrection Act del 1807 consentendo all'esercito di arrestare i migranti e aggirare il Posse Comitatus Act. Inoltre tenterà se eletto di rovesciare la sentenza Reno contro Flores della Corte Suprema che impedisce la detenzione a tempo indefinito dei bambini. Ha promesso di continuare la costruzione del muro di confine tra Stati Uniti e Messico e di ripristinare il divieto di ingresso per le persone provenienti da alcune nazioni a maggioranza musulmana come nella sua precedente amministrazione.
In tema di diritti civili come l'aborto Trump supporta idee pro-life, ha elogiato se stesso per aver rovesciato la sentenza Roe contro Wade nel 2022 (grazie ai giudici conservatori nominati alla Corte Suprema durante il suo mandato), felicitandosi del fatto che ora gli stati federali possono legiferare autonomamente a riguardo. Ha dichiarato che intende contrastare politiche che scaturirebbero in un sentimento di razzismo contro i bianchi spiegando che "le leggi sono molto ingiuste in questo momento. L'istruzione è ingiusta e viene soffocata. Non penso sia un grosso problema ma in questo momento c'è assolutamente un pregiudizio contro i bianchi e questo è un problema". A proposito è favorevole a leggi restrittive sulle politiche delle scuole superiori di equità, diversità ed inclusione.
Per aumentare l'indipendenza energetica del paese Trump ha proposto di aumentare le trivellazioni delle aziende petrolifere e di dare agevolazioni fiscali ai produttori di petrolio, gas e carbone (proposta racchiusa nello slogan "drill,baby,drill") e di deregolamentarle, inoltre ha promesso di ritirare l'adesione all'Accordo di Parigi sul clima come precedentemente fatto nella sua amministrazione. Si oppone alle energie rinnovabili come l'eolico e il solare, i veicoli elettrici e sostiene l'abolizione degli standard di efficienza energetica ma non si oppone all'energia nucleare.
Il 13 luglio, Trump ha subito un attentato durante un comizio a Butler in Pennsylvania: è stato ferito all'orecchio destro da un colpo di fucile, caricato e azionato dal ventenne Thomas Matthew Crooks. Uno spettatore è rimasto ucciso dall'attentatore, che poi è stato individuato e freddato dai poliziotti mentre altre due persone sono state ferite dal giovane attentatore. Il 15 settembre, a West Palm Beach in Florida, un uomo armato, appostato a breve distanza dal campo da golf nel quale Trump stava giocando, è stato arrestato dall'FBI perché sospettato di volergli sparare. Il 12 ottobre a Coachella (California), poco prima del comizio di Trump, fu arrestato un uomo armato, che voleva sparare contro l'ex presidente quindi si era confuso nella folla: la cattura del malintenzionato avvenne senza sparatoria né colluttazione con poliziotti dunque tale ulteriore tentativo di eventuale attentato non ebbe una conseguenza cruenta così come già avvenuto in precedenza.

### Partito Democratico
| Partito Democratico (Stati Uniti d'America) | |
| Kamala Harris | Tim Walz                                                                                                  |
| Candidata Presidente | Candidato Vicepresidente                                                                                  |
| | |
| 49º Vicepresidente degli Stati Uniti d’America (2021-2025) Senatrice per la California (2017-2021) 32ª procuratrice generale della California (2011-2017) 27ª procuratrice distrettuale di San Francisco (2004-2011) | 41º Governatore del Minnesota (2019-) Membro della Camera dei Rappresentanti per il Minnesota (2007-2019) |
| | |

La candidata del Partito Democratico è Kamala Harris, attuale vicepresidente degli Stati Uniti (dal 2021), già Senatrice per lo stato della California (2017-2021) ed ex-procuratrice generale della California (2011-2017), avendo ricevuto quasi la totalità dei delegati vinti da Joe Biden durante le primarie popolari.
Harris ha incentrato la sua campagna elettorale su una "scelta tra libertà e caos" e l'ha basata sugli ideali di "libertà" e "futuro". Ha cercato di mettere in risalto la sua esperienza come procuratrice generale e come pubblica accusa per "portare avanti il caso" contro Trump, sottolineando le sue 34 condanne penali. Harris si considera una democratica moderata. La campagna di Harris è stata notata per il suo tono ottimista e gioioso.
Harris sostiene il diritto all'aborto. Nel marzo 2024, Harris è diventata la prima vicepresidente in carica a visitare una clinica per aborti.
Harris sostiene la legalizzazione federale completa della cannabis e la sua rimozione totale dal Controlled Substances Act. Harris è la prima candidata di uno dei due grandi partiti a sostenere ciò.
Harris è un'ardente sostenitrice della giustizia ambientale per affrontare l'impatto dei cambiamenti climatici sulle aree a basso reddito e sulle persone di colore. Sotto la presidenza di Biden, ha sostenuto la legislazione climatica di quest'ultimo. Harris ha contribuito all'approvazione dell'Inflation Reduction Act, il più grande investimento nella lotta contro i cambiamenti climatici e per l'energia green nella storia degli Stati Uniti, che mette il paese sulla strada per raggiungere gli obiettivi di riduzione delle emissioni del 50-52% rispetto ai livelli del 2005, entro il 2030.
Secondo alcuni osservatori, Harris avrebbe un'agenda economica populista, con proposte politiche che spesso si discostano da quelle di Biden. In economia sostiene l'eliminazione dei debiti medici, il divieto di aumento speculativo dei prezzi sui generi alimentari, fissare un tetto ai costi dei farmaci prescrivibili, l'aumento delle tasse per le grandi aziende dal 21% al 28% e per le persone che guadagnano un reddito superiore a 400.000 dollari, offrire un sussidio di circa 20.000 dollari per l'acquisto della prima casa, prevede di eliminare le tasse sulle mance e creare un credito d'imposta per i bambini di 5.000 dollari per il primo anno di vita. Harris ha anche promesso di aumentare il salario minimo, vietare le spese nascoste, le penali per ritardi imposte dalle istituzioni finanziarie e limitare gli aumenti degli affitti. Harris si è opposta alla proposta di Trump di una tassa del 20% sulle importazioni.
Ha promesso di combattere per una "forte sicurezza dei confini" congiuntamente a un percorso che permetta la cittadinanza statunitense agli immigrati che abbiano acquisito il diritto. Ha evidenziato il suo lavoro nella lotta contro bande transnazionali, cartelli della droga e trafficanti di esseri umani durante il suo mandato come procuratrice generale. Nel 2023, in qualità di vicepresidente, Harris ha impegnato 800 milioni di dollari da parte di aziende private per le comunità dell'America centrale, al fine di affrontare le cause dell'immigrazione di massa, come la povertà economica. Durante il suo incarico di vicepresidente, ha sostenuto un disegno di legge che avrebbe finanziato agenti di confine aggiuntivi e chiuso il confine se troppo affollato, ma il disegno di legge è stato respinto da Trump. Trump ha esortato i repubblicani del Congresso a bloccare il disegno di legge, sostenendo che avrebbe danneggiato le sue campagne di rielezione e quelle dei repubblicani, negando loro la possibilità di fare della immigrazione un tema della campagna elettorale. Harris ha criticato Trump per la sua opposizione al disegno di legge.

### Partiti terzi e candidati indipendenti
Si contano anche candidati indipendenti e di partiti terzi tra le personalità che hanno annunciato la corsa alla presidenza, come Cornel West e Robert F. Kennedy Jr. (ritiratosi il 23 agosto in alcuni stati chiave a sostegno di Trump). Tra i partiti terzi che hanno annunciato i rispettivi candidati sono: il Partito Libertario, il Partito Verde, il Partito della Costituzione, il Partito Proibizionista e il Partito per il Socialismo e la Liberazione.

#### Partito Libertario
| Partito Libertario (Stati Uniti d'America) |                                           |
| Chase Oliver                               | Mike ter Maat                             |
| Candidato Presidente                       | Candidato Vicepresidente                  |
| Chase Oliver by Gage Skidmore 2            | Mike Ter Maat on the "LibertyDad" Podcast |
| Responsabile vendite                       | Economista                                |
| Chase Oliver 2024 Campaign Logo            |                                           |

Chase Oliver è stato scelto dal Partito Libertario come candidato presidenziale il 26 maggio 2024, alla Convention Nazionale Libertaria. Oliver è stato il candidato del partito alle elezioni del Senato degli Stati Uniti del 2022 in Georgia. A maggio 2024, il partito ha accesso alle schede elettorali in almeno 37 stati con un totale di 380 voti elettorali. È il primo candidato apertamente gay in un'elezione presidenziale.
In economia Oliver sostiene il libero scambio e si oppone alle tariffe, sostiene il pareggio di bilancio e la riduzione dell'inflazione, ha inoltre sostenuto di voler tornare al sistema del gold standard. Infine vuole sopprimere la Federal Reserve. Propone di riformare il sistema elettorale americano con il voto di preferenza, sostiene che esso possa far risparmiare milioni di dollari agli elettori consentendo in caso di ballottaggio un voto immediato garantendo sempre che un candidato ottenga sempre un risultato sopra il 50% di voti. Rolling Stone lo ha definito il libertario più influente dell'anno.
In materia di immigrazione sostiene un approccio in "stile Ellis Island", metodo degli anni '80 del XIX secolo in cui un immigrato entrava negli Stati Uniti se aveva i documenti in regola e godeva di buona salute. È favorevole all'aborto ma si oppone al finanziamento pubblico per le cliniche abortive. A riguardo del cambiamento climatico sostiene che se lo Stato non interviene nelle aziende saranno esse stesse incentivate a sviluppare tecnologie che alla fine sostituiranno i combustibili fossili.

#### Partito Verde
| Partito Verde degli Stati Uniti                           |                          |
| Jill Stein                                                | Butch Ware               |
| Candidato Presidente                                      | Candidato Vicepresidente |
| Jill Stein by Gage Skidmore 3                             | Butch Ware in 2024       |
| Candidata Presidente per il Partito Verde nel 2012 e 2016 | Accademico               |
| Jill Stein 2024                                           |                          |

Jill Stein è stata anche il candidato del partito nelle elezioni del 2012 e del 2016. Stein è un medico ed ex membro del Lexington Town Meeting. Il 16 agosto, la Stein scelse l'accademico Butch Ware come suo candidato alla vicepresidenza. Stein ha ottenuto l'accesso al voto in 38 stati e avrà diritto a ricevere voti per iscritto in cinque stati.

#### Candidature indipendenti
- Cornel West, filosofo

I seguenti candidati di terze parti sono presenti sulla scheda elettorale in alcuni stati, ma non abbastanza per ottenere i 270 grandi elettori necessari per vincere la presidenza:
- Peter Sonski (Partito della Solidarietà Americana), membro del consiglio scolastico del Connecticut
- Blake Huber (Approval Voting Party), candidato alla presidenza nel 2020
- Randall Terry (Partito della Costituzione), attivista anti-aborto
- Jasmine Sherman, dirigente di un'organizzazione no-profit e attivista
- Joel Skousen, consulente
- Michael Wood (Partito Proibizionista), imprenditore
- Claudia De la Cruz (Partito per il Socialismo e la Liberazione), attivista politica
- Shiva Ayyadurai, ingegnere, imprenditore, attivista no-vax; candidato del Partito Repubblicano al Senato degli Stati Uniti dal Massachusetts nel 2018 e 2020
- Joseph Kishore (Partito Socialista per l'Uguaglianza), scrittore
- Rachele Fruit (Partito Socialista dei Lavoratori), lavoratrice alberghiera e sindacalista

## Argomenti chiave della campagna elettorale

### Aborto

Situazione legislativa sull'aborto nel mondo e negli Stati Uniti al 2023.

L'accesso all'aborto è un argomento chiave della campagna elettorale. Questa è la prima elezione presidenziale a seguito della decisione della Corte Suprema degli Stati Uniti del 2022 inerente all'annullamento della sentenza della stessa Corte del 1973 (nel caso Roe contro Wade) che consentiva l'aborto a livello federale, lasciando agli stati federali di poter legiferare sull'argomento. I tre giudici nominati dall'ex presidente Donald Trump, Amy Coney Barrett, Brett Kavanaugh e Neil Gorsuch, hanno tutti votato per annullare il diritto federale all'aborto.
I politici democratici sono prevalentemente favorevoli a considerare l'accesso all'aborto come un diritto mentre i politici repubblicani generalmente favoriscono una significativa limitazione della legalità dell'aborto. All'aprile 2023, la maggior parte degli stati controllati dai repubblicani aveva approvato divieti quasi totali sull'aborto, rendendolo ampiamente illegale in gran parte degli Stati Uniti. Sono 15 gli stati federali che hanno divieti sull'aborto senza eccezioni per stupro o incesto.
Trump ha rivendicato il merito di aver fatto abolire la sentenza sull'aborto del 1973 e ha affermato che lascerà che siano gli stati a decidere la questione dell'aborto, ma consentirebbe agli stati repubblicani di monitorare le gravidanze delle donne e di perseguirle se abortiscono.
Harris ha indicato il suo sostegno all'approvazione di una legge che ripristinerebbe le protezioni federali sul diritto all'aborto precedentemente garantite dalla precedente legge. Ha sostenuto che Trump avrebbe lasciato che i suoi alleati anti-aborto implementassero le proposte del cosiddetto "Project 2025" per limitare l'aborto e la contraccezione in tutti gli Stati Uniti.

## Risultati
| Candidati             | Candidati       | Partiti                         | Voti        | %     | Delegati |
| Presidente            | Vicepresidente  | Partiti                         | Voti        | %     | Delegati |
| --------------------- | --------------- | ------------------------------- | ----------- | ----- | -------- |
| Donald Trump          | J. D. Vance     | Partito Repubblicano            | 77 302 580  | 49,80 | 312      |
| Kamala Harris         | Tim Walz        | Partito Democratico             | 75 017 613  | 48,32 | 226      |
| Jill Stein            | Butch Ware      | Partito Verde degli Stati Uniti | 862 049     | 0,56  | –        |
| Robert F. Kennedy Jr. | Nicole Shanahan | Indipendente                    | 756 393     | 0,49  | –        |
| Chase Oliver          | Mike ter Maat   | Partito Libertario              | 650 126     | 0,42  | –        |
| Altri candidati       | -               | -                               | 649 541     | 0,42  | –        |
| Totale                | Totale          | Totale                          | 155 238 302 | 100   | 538      |

| Donald Trump          |  | 49,80% |
| Kamala Harris         |  | 48,32% |
| Jill Stein            |  | 0,56%  |
| Robert F. Kennedy Jr. |  | 0,49%  |
| Chase Oliver          |  | 0,42%  |
| Altri                 |  | 0,41%  |

     Trump (312)
     Harris (226)

### Risultati per stato
| Stato                   | GE  | Donald Trump (R) | Donald Trump (R) | Kamala Harris (D) | Kamala Harris (D) | Jill Stein (V) | Jill Stein (V) | Robert F. Kennedy Jr. (I) | Robert F. Kennedy Jr. (I) | Chase Oliver (L) | Chase Oliver (L) | Altri candidati | Altri candidati | Totale voti | Precedenti | Precedenti    | Precedenti    |
| Stato                   | GE  | Voti             | %                | Voti              | %                 | Voti           | %              | Voti                      | %                         | Voti             | %                | Voti            | %               | Totale voti | Vinc. 2020 | Vinc. variato | Prec. variaz. |
| ----------------------- | --- | ---------------- | ---------------- | ----------------- | ----------------- | -------------- | -------------- | ------------------------- | ------------------------- | ---------------- | ---------------- | --------------- | --------------- | ----------- | ---------- | ------------- | ------------- |
| Alabama                 | 9   | 1 462 616        | 64.6%            | 772 412           | 34.1%             | 4 319          | 0.2%           | 12 075                    | 0.5%                      | 4 930            | 0.2%             | 8 738           | 0.4%            | 2 265 093   | R          | No            | 1980          |
| Alaska                  | 3   | 184 458          | 54.5%            | 140 026           | 41.4%             | 2 342          | 0.7%           | 5 670                     | 1.7%                      | 3 040            | 0.9%             | 2 641           | 0.7%            | 338 177     | R          | No            | 1968          |
| Arizona                 | 11  | 1 770 242        | 52.2%            | 1 582 860         | 46.7%             | 18 319         | 0.5%           | -                         | -                         | 17 898           | 0.5%             | -               | -               | 3 389 319   | D          | Sì            | 2020          |
| Arkansas                | 6   | 759 241          | 64.2%            | 396 905           | 33.6%             | 4 275          | 0.4%           | 13 255                    | 1.1%                      | 5 715            | 0.5%             | 3 285           | 0.3%            | 1 182 676   | R          | No            | 2000          |
| California              | 54  | 6 081 697        | 38.3%            | 9 276 179         | 58.5%             | 167 814        | 1.1%           | 197 645                   | 1.2%                      | 66 662           | 0.4%             | 75 478          | 0.5%            | 15 865 475  | D          | No            | 1992          |
| Carolina del Nord       | 16  | 2 898 428        | 50.9%            | 2 715 380         | 47.7%             | 24 762         | 0.4%           | -                         | -                         | 22 126           | 0.4%             | 38 456          | 0.7%            | 5 699 152   | R          | No            | 2012          |
| Carolina del Sud        | 9   | 1 483 747        | 58.2%            | 1 028 452         | 40.4%             | 8 117          | 0.3%           | -                         | -                         | 12 669           | 0.5%             | 15 155          | 0.6%            | 2 548 140   | R          | No            | 1980          |
| Colorado                | 10  | 1 377 441        | 43.1%            | 1 728 159         | 54.1%             | 17 344         | 0.5%           | 35 623                    | 1.1%                      | 21 439           | 0.7%             | 12 739          | 0.4%            | 3 192 745   | D          | No            | 2008          |
| Connecticut             | 7   | 736 991          | 41.9%            | 991 350           | 56.4%             | 14 286         | 0.8%           | 8 440                     | 0.5%                      | 6 728            | 0.4%             | 576             | 0.04%           | 1 758 371   | D          | No            | 1992          |
| Dakota del Nord         | 3   | 246 505          | 67.0%            | 112 327           | 30.5%             | -              | -              | -                         | -                         | 6 227            | 1.7%             | 3 096           | 0.8%            | 368 155     | R          | No            | 1968          |
| Dakota del Sud          | 3   | 272 081          | 63.4%            | 146 859           | 34.2%             | -              | -              | 7 204                     | 1.7%                      | 2 778            | 0.6%             | -               | -               | 428 922     | R          | No            | 1968          |
| Delaware                | 3   | 214 351          | 41.8%            | 289 758           | 56.5%             | 914            | 0.2%           | 4 636                     | 0.9%                      | 2 038            | 0.4%             | 1 215           | 0.2%            | 512 612     | D          | No            | 1992          |
| Distretto di Columbia   | 3   | 21 076           | 6.5%             | 294 185           | 90.3%             | -              | -              | 2 778                     | 0.9%                      | -                | -                | 7 830           | 2.4%            | 325 869     | D          | No            | mai           |
| Florida                 | 30  | 6 110 125        | 56.1%            | 4 683 038         | 43.0%             | 43 155         | 0.4%           | -                         | -                         | 31 972           | 0.3%             | 25 462          | 0.2%            | 10 893 752  | R          | No            | 2016          |
| Georgia                 | 16  | 2 663 117        | 50.7%            | 2 548 017         | 48.5%             | 18 229         | 0.3%           | -                         | -                         | 20 684           | 0.4%             | -               | -               | 5 250 047   | D          | Sì            | 2020          |
| Hawaii                  | 4   | 193 661          | 37.5%            | 313 044           | 60.6%             | 4 387          | 0.8%           | -                         | -                         | 2 733            | 0.5%             | 2 876           | 0.6%            | 516 701     | D          | No            | 1988          |
| Idaho                   | 4   | 605 246          | 66.9%            | 274 972           | 30.4%             | 2 973          | 0.3%           | 12 812                    | 1.4%                      | 4 462            | 0.5%             | 4 347           | 0.5%            | 904 812     | R          | No            | 1968          |
| Illinois                | 19  | 2 449 079        | 43.5%            | 3 062 863         | 54.4%             | 31 023         | 0.6%           | 80 426                    | 1.4%                      | -                | -                | -               | -               | 5 623 391   | D          | No            | 1992          |
| Indiana                 | 11  | 1 720 347        | 58.8%            | 1 153 603         | 39.4%             | -              | -              | 29 325                    | 1.0%                      | 20 425           | 0.7%             | 2 905           | 0.1%            | 2 936 605   | R          | No            | 2012          |
| Iowa                    | 6   | 927 019          | 55.7%            | 707 278           | 42.5%             | -              | -              | 13 122                    | 0.8%                      | 7 218            | 0.4%             | 8 869           | 0.5%            | 1 663 476   | R          | No            | 2016          |
| Kansas                  | 6   | 758 802          | 57.2%            | 544 853           | 41.0%             | -              | -              | 16 322                    | 1.2%                      | 7 614            | 0.6%             | -               | -               | 1 327 591   | R          | No            | 1968          |
| Kentucky                | 8   | 1 337 494        | 64.5%            | 704 043           | 33.9%             | 7 566          | 0.4%           | 16 769                    | 0.8%                      | 6 422            | 0.3%             | 2 236           | 0.1%            | 2 074 530   | R          | No            | 2000          |
| Louisiana               | 8   | 1 208 505        | 60.2%            | 766 870           | 38.2%             | 7 138          | 0.4%           | 6 641                     | 0.3%                      | 6 835            | 0.3%             | 10 986          | 0.5%            | 2 006 975   | R          | No            | 2000          |
| Maine (intero stato)    | 2   | 377 977          | 45.5%            | 435 652           | 52.4%             | 8 967          | 1.1%           | -                         | -                         | 5 286            | 0.6%             | 3 493           | 0.4%            | 831 375     | D          | No            | 1992          |
| Maine DC1               | 1   | 165 214          | 38.1%            | 258 863           | 59.7%             | 4 828          | 1.1%           | -                         | -                         | 2 802            | 0.6%             | 1 984           | 0.5%            | 433 691     | D          | No            | 1992          |
| Maine DC2               | 1   | 212 763          | 53.4%            | 176 789           | 44.4%             | 4 139          | 1.0%           | -                         | -                         | 2 484            | 0.6%             | 1 991           | 0.5%            | 398 166     | R          | No            | 2016          |
| Maryland                | 10  | 1 035 550        | 34.1%            | 1 902 577         | 62.6%             | 33 134         | 1.1%           | 28 819                    | 0.9%                      | 15 570           | 0.5%             | 22 684          | 0.7%            | 3 038 334   | D          | No            | 1992          |
| Massachusetts           | 11  | 1 251 303        | 36.0%            | 2 126 518         | 61.2%             | 26 545         | 0.8%           | -                         | -                         | 17 735           | 0.5%             | 51 567          | 1.5%            | 3 473 668   | D          | No            | 1988          |
| Michigan                | 15  | 2 816 636        | 49.7%            | 2 736 533         | 48.3%             | 44 607         | 0.8%           | 26 785                    | 0.5%                      | 22 440           | 0.4%             | 17 185          | 0.3%            | 5 664 186   | D          | Sì            | 2020          |
| Minnesota               | 10  | 1 519 032        | 46.7%            | 1 656 979         | 50.9%             | 16 275         | 0.5%           | 24 001                    | 0.7%                      | 15 155           | 0.5%             | 22 478          | 0.7%            | 3 253 920   | D          | No            | 1976          |
| Mississippi             | 6   | 747 744          | 60.9%            | 466 668           | 38.0%             | 1 873          | 0,2%           | 5 387                     | 0,4%                      | 2 536            | 0.2%             | 3 800           | 0.3%            | 1 228 008   | R          | No            | 1980          |
| Missouri                | 10  | 1 751 986        | 58.5%            | 1 200 599         | 40.1%             | 17 135         | 0.6%           | -                         | -                         | 23 876           | 0,8%             | 1 731           | 0.1%            | 2 995 327   | R          | No            | 2000          |
| Montana                 | 4   | 352 079          | 58.4%            | 231 906           | 38.5%             | 2 878          | 0.5%           | 11 825                    | 2.0%                      | 4 275            | 0.7%             | 21              | 0.004%          | 602 984     | R          | No            | 1996          |
| Nebraska (intero stato) | 2   | 564 816          | 59.3%            | 369 995           | 38.9%             | 2 887          | 0.3%           | -                         | -                         | 6 399            | 0.7%             | 8 085           | 0.9%            | 952 182     | R          | No            | 1968          |
| Nebraska DC1            | 1   | 177 666          | 55.5%            | 136 153           | 42.5%             | 1 011          | 0.3%           | -                         | -                         | 2 420            | 0.8%             | 2 944           | 0.9%            | 320 194     | R          | No            | 1968          |
| Nebraska DC2            | 1   | 148 905          | 46.7%            | 163 541           | 51.3%             | 1 110          | 0.4%           | -                         | -                         | 2 001            | 0.6%             | 3 089           | 1.0%            | 318 258     | D          | No            | 2020          |
| Nebraska DC3            | 1   | 238 245          | 76.0%            | 70 301            | 22.4%             | 766            | 0.3%           | -                         | -                         | 1 978            | 0.6%             | 2 052           | 0.7%            | 406 582     | R          | No            | 1968          |
| Nevada                  | 6   | 751 205          | 50.6%            | 705 197           | 47.5%             | -              | -              | -                         | -                         | 6 059            | 0.4%             | 22 379          | 1.5%            | 1 484 840   | D          | Sì            | 2008          |
| New Hampshire           | 4   | 395 523          | 47.9%            | 418 488           | 50.7%             | 3 680          | 0.5%           | -                         | -                         | 4 425            | 0.5%             | 4 073           | 0.5%            | 826 189     | D          | No            | 2004          |
| New Jersey              | 14  | 1 968 215        | 46.1%            | 2 220 713         | 52.0%             | 39 041         | 0.9%           | 23 479                    | 0.6%                      | 10 500           | 0.3%             | 10 777          | 0.3%            | 4 272 725   | D          | No            | 1992          |
| New York                | 28  | 3 578 899        | 43.3%            | 4 619 195         | 55.9%             | 46 698         | 0.6%           | -                         | -                         | 5 338            | 0.1%             | 12 365          | 0.2%            | 8 262 495   | D          | No            | 1988          |
| Nuovo Messico           | 5   | 423 391          | 45.9%            | 478 802           | 51.9%             | 4 611          | 0.5%           | 9 553                     | 1.0%                      | 3 745            | 0.4%             | 3 301           | 0.4%            | 923 403     | D          | No            | 2008          |
| Ohio                    | 17  | 3 180 116        | 55.1%            | 2 533 699         | 43.9%             | -              | -              | -                         | -                         | 28 200           | 0.5%             | 25 773          | 0.4%            | 5 767 788   | R          | No            | 2016          |
| Oklahoma                | 7   | 1 036 213        | 66.2%            | 499 599           | 31.9%             | -              | -              | 16 020                    | 1.0%                      | 9 198            | 0.6%             | 5 143           | 0.3%            | 1 566 173   | R          | No            | 1968          |
| Oregon                  | 8   | 919 480          | 41.0%            | 1 240 600         | 55.3%             | 19 099         | 0.9%           | 33 733                    | 1.5%                      | 9 061            | 0.4%             | 22 520          | 1.0%            | 2 244 493   | D          | No            | 1988          |
| Pennsylvania            | 19  | 3 543 308        | 50.4%            | 3 423 042         | 48.7%             | 34 538         | 0.5%           | -                         | -                         | 33 318           | 0.5%             | -               | -               | 7 034 206   | D          | Sì            | 2020          |
| Rhode Island            | 4   | 214 406          | 41.8%            | 285 156           | 55.5%             | 2 900          | 0.6%           | 5 045                     | 1.0%                      | 1 617            | 0.3%             | 4 262           | 0.8%            | 513 386     | D          | No            | 1988          |
| Tennessee               | 11  | 1 966 865        | 64.2%            | 1 056 265         | 34.5%             | 8 967          | 0.3%           | 21 535                    | 0.7%                      | -                | -                | 10 310          | 0.3%            | 3 063 942   | R          | No            | 2000          |
| Texas                   | 40  | 6 393 597        | 56.1%            | 4 835 250         | 42.5%             | 82 701         | 0.7%           | -                         | -                         | 68 557           | 0.6%             | 8 569           | 0.1%            | 11 388 674  | R          | No            | 1980          |
| Utah                    | 6   | 883 818          | 59.4%            | 562 566           | 37.8%             | 8 222          | 0.6%           | -                         | -                         | 16 902           | 1.1%             | 16 986          | 1.1%            | 1 488 494   | R          | No            | 1968          |
| Vermont                 | 3   | 119 395          | 32.3%            | 235 791           | 63.8%             | -              | -              | 5 905                     | 1.6%                      | 1 828            | 0.5%             | 6 503           | 1.8%            | 369 422     | D          | No            | 1992          |
| Virginia                | 13  | 2 075 085        | 46.1%            | 2 335 395         | 51.8%             | 34 888         | 0.8%           | -                         | -                         | 19 814           | 0,4%             | 40 759          | 0.9%            | 4 505 941   | D          | No            | 2008          |
| Virginia Occidentale    | 4   | 533 556          | 70.0%            | 214 309           | 28.1%             | 2 531          | 0,3%           | 8 947                     | 1.2%                      | 3 047            | 0.4%             | 194             | 0.03%           | 762 404     | R          | No            | 2000          |
| Washington              | 12  | 1 530 923        | 39.0%            | 2 245 849         | 57.2%             | 29 754         | 0.8%           | 54 868                    | 1.4%                      | 16 428           | 0.4%             | 46 421          | 1.2%            | 3 924 243   | D          | No            | 1988          |
| Wisconsin               | 10  | 1 697 626        | 49.6%            | 1 668 229         | 48.7%             | 12 275         | 0.4%           | 17 740                    | 0.5%                      | 10 511           | 0.3%             | 16 537          | 0.5%            | 3 422 918   | D          | Sì            | 2020          |
| Wyoming                 | 3   | 192 633          | 71.6%            | 69 527            | 25.8%             | -              | -              | -                         | -                         | 4 193            | 1.6%             | 2 695           | 1.0%            | 269 048     | R          | No            | 1968          |
| Totale nazionale        | 538 | 77 302 580       | 49.80%           | 75 017 613        | 48.32%            | 862 049        | 0.56%          | 756 393                   | 0.49%                     | 650 126          | 0.42%            | 649 541         | 0.41%           | 155 238 302 | D          | Sì            | 2020          |
| Totale nazionale        | 538 | GE 312           | GE 312           | GE 226            | GE 226            | GE 0           | GE 0           | GE 0                      | GE 0                      | GE 0             | GE 0             | GE 0            | GE 0            | 155 238 302 | D          | Sì            | 2020          |

### Stati che sono passati da democratici a repubblicani
- Arizona
- Georgia
- Michigan
- Nevada
- Pennsylvania
- Wisconsin

### Mappe

Un cartogramma discontinuo dei risultati statali, in base al contributo dei grandi elettori tra il Partito Repubblicano (porzioni in rosso) e il Partito Democratico (porzioni in blu)
Risultati per contea (in rosso quelle in cui ha vinto Donald Trump, in blu in quelle in cui ha vinto Kamala Harris)
Risultati per contea, ombreggiati in base alla percentuale di voti del candidato vincitore
Risultati per contea dal 2020 al 2024, con diverse gradazioni di blu e rosso a seconda del margine di vantaggio del vincitore rispetto al 2020.